# 拉普捷夫海
拉普捷夫海或立借夫海（俄语：Море Лаптевых）是北冰洋的陸緣海之一。位於西伯利亞東海岸、泰梅爾半島、北地群島和新西伯利亞群島之間。其北界由北極角（81°13' N, 95°15' E）開始，向東伸延至139°為止。面積約672,000平方公里。
以俄羅斯探險家德米特里·拉普捷夫和哈里顿·拉普捷夫命名。八、九月可通航。